# Cantone di Cusset-Nord
Il Cantone di Cusset-Nord era una divisione amministrativa dell'arrondissement di Vichy.
A seguito della riforma approvata con decreto del 27 febbraio 2014, che ha avuto attuazione dopo le elezioni dipartimentali del 2015, è stato soppresso.

## Composizione
Comprendeva parte della città di Cusset e 3 comuni:
- Bost
- Creuzier-le-Neuf
- Creuzier-le-Vieux